# Línea 129 (EMT Madrid)
La línea 129 de la EMT de Madrid une la plaza de Castilla con Manoteras.

## Características

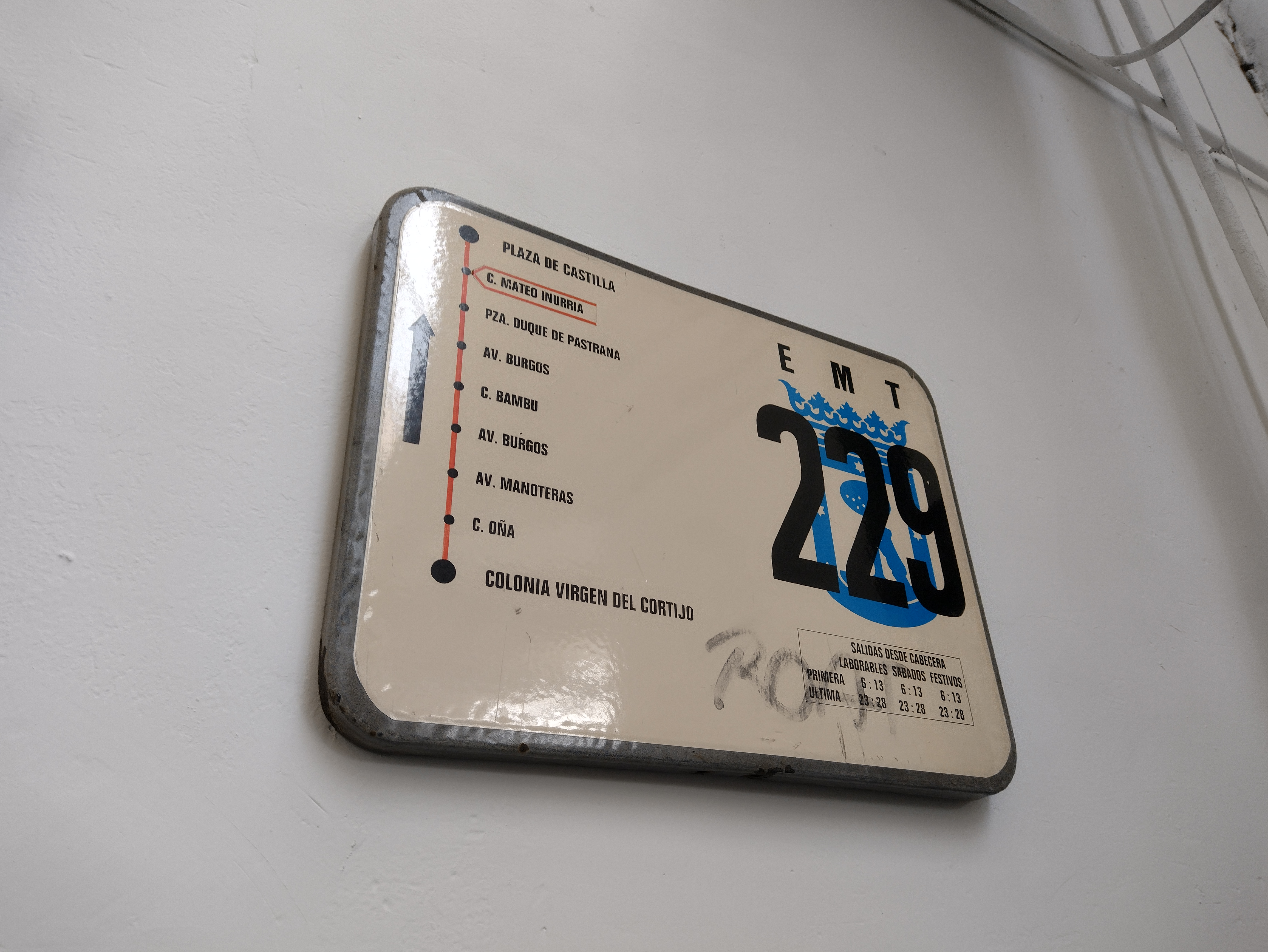
Antiguo esquema de la línea 229 (Plaza de Castilla - Virgen del Cortijo)

Esta línea surge el 9 de septiembre de 1980 tras la municipalización de la línea periférica P29, con el itinerario Pza. Castilla - Pinar de Chamartín. El P29 tenía tres ramales: Plaza de Castilla a Pinar de Chamartín, Virgen del Cortijo y La Moraleja. Junto con las líneas P30 y P31, fue una de las tres últimas líneas periféricas privadas que pasaron a la EMT.
A la par que la línea 129 principal (Pza. Castilla - Pinar Chamartín, se crearon dos variantes derivadas de las variantes de la línea P29 municipalizada, la línea 129 con raya roja (Pza. Castilla - Virgen del Cortijo) y la línea 129 con raya verde (Pza. Castilla - La Moraleja), las cuales compartían parte del recorrido con la línea 129.
En 1990 desapareció la línea 129 con raya verde, que fue sustituida por las líneas interurbanas 155 y 155B, puesto que la línea excedía los límites del término municipal de Madrid. Unos años después, la línea 129 prolongó su recorrido hasta Manoteras, adoptando el itinerario actual, y en 2000, la línea 129 con raya roja dio lugar a la línea 229. Esta última conexión es prestada hoy con la línea 174.
En el año 2014 la línea 129 suspendió su servicio en domingos y festivos, fruto de una decisión del Consorcio de Transportes que afectó a 8 líneas de EMT Madrid. Esta decisión fue revertida en 2018, cuando todas las líneas recuperaron el servicio habitual.
Hoy día, esta línea comunica de forma rápida el barrio de Manoteras con el intercambiador multimodal de la Plaza de Castilla pasando por el Pinar de Chamartín. Tiene circuito neutralizado dentro de Manoteras.

### Frecuencias
| Lunes a viernes laborables |               |
| De 6:00 a 8:00             | 12-22 minutos |
| De 8:00 a 20:00            | 12-15 minutos |
| De 20:00 a 23:00           | 12-24 minutos |
| Sábados laborables         |               |
| De 6:00 a 7:00             | 30-40 minutos |
| De 7:00 a 23:00            | 24-25 minutos |
| Domingos y festivos        |               |
| De 7:00 a 8:00             | 25-30 minutos |
| De 8:00 a 23:00            | 25 minutos    |

## Recorrido y paradas

### Sentido Manoteras
La línea inicia su recorrido en la dársena 50 de la terminal de superficie del intercambiador de Plaza de Castilla, desde donde sale a la misma Plaza de Castilla y toma desde ella la calle Mateo Inurria. Recorre entera la citada calle hasta llegar a la Plaza del Duque de Pastrana, donde toma la Avenida de Burgos, que recorre hasta llegar a la intersección con la Avenida de San Luis, que toma girando a la derecha. Por esta avenida cruza sobre la M-30 y entra en la Ciudad Lineal girando a la izquierda para incorporarse a la calle de Arturo Soria.
A continuación, la línea recorre la calle de Arturo Soria hasta llegar a la intersección con la calle Jazmín, donde gira a la derecha para incorporarse a la misma, que recorre hasta el final, siguiendo de frente por la calle Roquetas de Mar, que recorre hasta la intersección con la calle Cuevas de Almanzora, que toma girando a la derecha.
Poco después, gira a la derecha por la calle Alicún, que deja en la siguiente intersección girando a la izquierda por la calle Vélez Rubio, que recorre hasta el final girando a la izquierda para tomar la calle Bacares, donde tiene su cabecera.
| Código | Parada                                       | Común con      | Conexiones con Metro | Otros |
| ------ | -------------------------------------------- | -------------- | -------------------- | ----- |
| 5606   | PLAZA CASTILLA (intercambiador - dársena 50) | 177            | Plaza de Castilla    |       |
| 30     | Plaza Castilla                               | 5 70 107 SE833 |                      |       |
| 203    | Mateo Inurria                                | 70 107         |                      |       |
| 205    | Avenida del Recuerdo                         | 70 107         |                      |       |
| 207    | Duque de Pastrana                            | 70 107 SE833   | Duque de Pastrana    |       |
| 2148   | Duque de Pastrana                            | 14             | Duque de Pastrana    |       |
| 2150   | Marqués de Torroja                           | 14             |                      |       |
| 146    | Pío XII-Avenida de Burgos                    | 150            |                      |       |
| 145    | Bambú                                        | 150 SE833      |                      |       |
| 3594   | Avenida de Burgos-Yuca                       | 150            | Bambú                |       |
| 126    | Avenida de Burgos                            | 150 SE833      |                      |       |
| 128    | San Luis-Avenida de Burgos                   | 150            |                      |       |
| 130    | Condado de Treviño                           | 150 158        |                      |       |
| 132    | Serrano Galvache                             | 150 158        |                      |       |
| 134    | San Luis-Arturo Soria                        | 29 125 150 158 |                      |       |
| 136    | Arturo Soria-Cultura                         | 29 125 150     |                      |       |
| 138    | Pinar de Chamartín                           | 125 150 158    | Pinar de Chamartín   |       |
| 140    | Arturo Soria-M11                             | 125 150 158    |                      |       |
| 3245   | Jazmín-Golfo de Salónica                     |                |                      |       |
| 3247   | Roquetas de Mar                              |                |                      |       |
| 3249   | Mojácar                                      |                |                      |       |
| 509    | Alicún                                       | 7 29           |                      |       |
| 510    | Vélez Rubio                                  | 7 29           |                      |       |
| 5133   | MANOTERAS (C/ Bacares)                       |                | Manoteras            |       |

### Sentido Plaza de Castilla
La línea inicia su recorrido en la calle Bacares, saliendo por la cual en dirección este llega al final y gira a la izquierda para incorporarse a la calle Cuevas de Almanzora.
A partir de aquí el recorrido de vuelta es igual al de ida pero en sentido contrario excepto en parte del recorrido por la Avenida de Burgos, que lo hace por la calle Bambú y la Avenida de Pío XII, pues ese tramo de la Avenida de Burgos es de sentido único.
| Código | Parada                                       | Común con       | Conexiones con Metro | Otros |
| ------ | -------------------------------------------- | --------------- | -------------------- | ----- |
| 5133   | MANOTERAS (C/ Bacares)                       |                 | Manoteras            |       |
| 507    | Almanzora-Bacares                            | 7 29            |                      |       |
| 508    | Almanzora                                    | 7 29            |                      |       |
| 3250   | Mojácar                                      |                 |                      |       |
| 3248   | Roquetas de Mar                              |                 |                      |       |
| 3246   | Jazmín-Golfo de Salónica                     |                 |                      |       |
| 139    | Arturo Soria-M11                             | 125 150 158     |                      |       |
| 137    | Pinar de Chamartín                           | 125 150 158     | Pinar de Chamartín   |       |
| 135    | Arturo Soria-Cultura                         | 29 125 150      |                      |       |
| 133    | San Luis-Arturo Soria                        | 29 150 158      |                      |       |
| 131    | Serrano Galveche                             | 150 158         |                      |       |
| 129    | Condado de Treviño                           | 150 158         |                      |       |
| 127    | San Luis-Avenida de Burgos                   | 150             |                      |       |
| 125    | Avenida de Burgos                            | 150 174         |                      |       |
| 124    | Bambú-Yuca                                   | 150 174 SE833   | Bambú                |       |
| 123    | Bambú                                        | 150 174 171     |                      |       |
| 3251   | Buganvilla                                   | 174             |                      |       |
| 2151   | Marqués de Torroja                           | 14 174          |                      |       |
| 2149   | Duque de Pastrana                            | 14 174 SE833    | Duque de Pastrana    |       |
| 206    | Avenida del Recuerdo                         | 70 107 174      |                      |       |
| 204    | Mateo Inurria                                | 70 107 174      |                      |       |
| 31     | Plaza Castilla                               | 5 66 70 107 174 |                      |       |
| 5606   | PLAZA CASTILLA (intercambiador - dársena 50) | 177             | Plaza de Castilla    |       |